# Lockheed Model 10 Electra
Lockheed Model 10 Electra là một loại máy bay chở khách một tầng cánh, làm hoàn toàn bằng kim loại, được hãng Lockheed Aircraft Corporation phát triển trong thập niên 1930, nhằm cạnh tranh với Boeing 247 và Douglas DC-2. Mẫu máy bay này trở nên nổi tiếng nhờ việc Amelia Earhart đã dùng nó thực hiện chuyến bay vòng quanh thế giới xấu số vào năm 1937.

## Biến thể

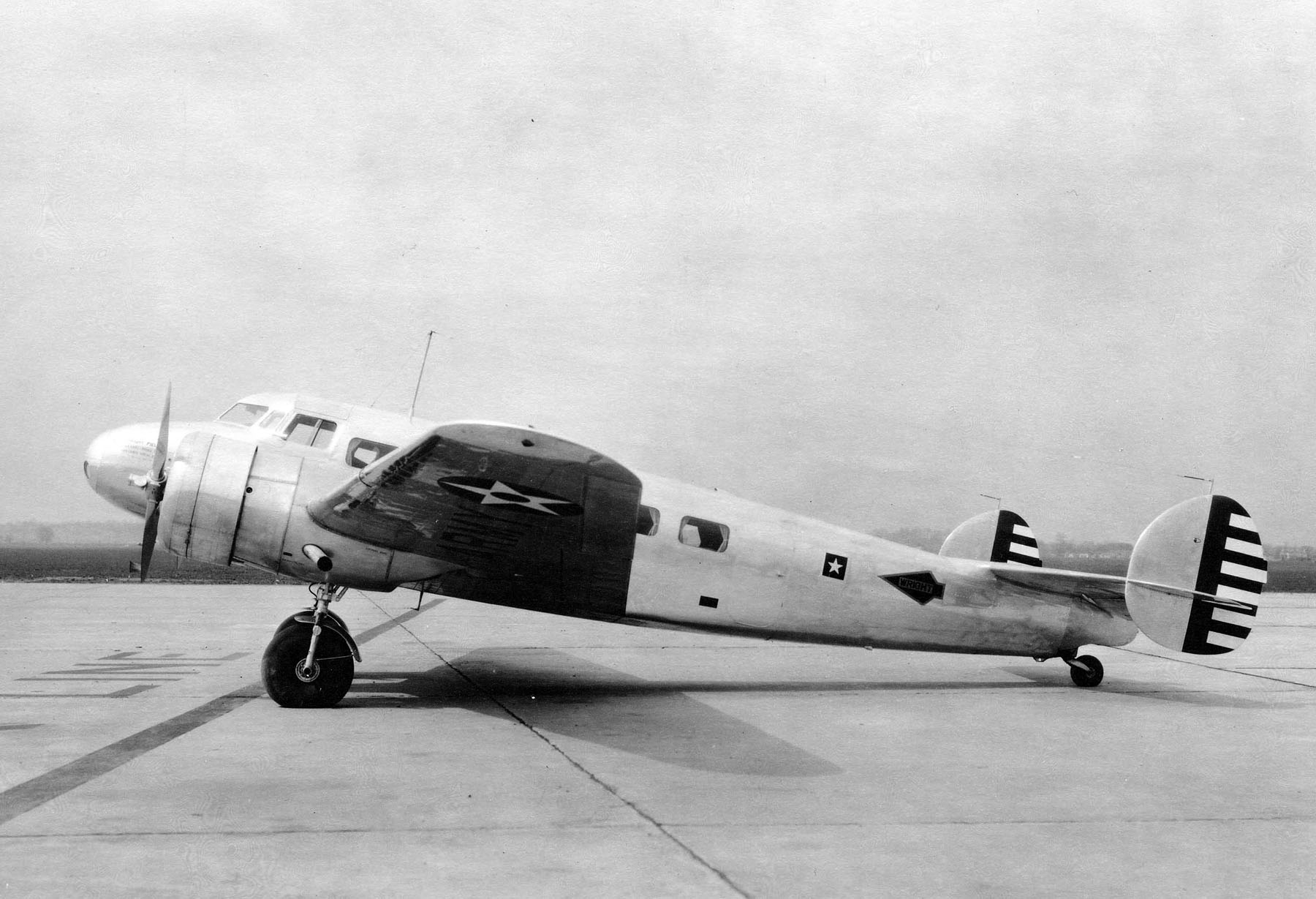
Lockheed Y1C-36

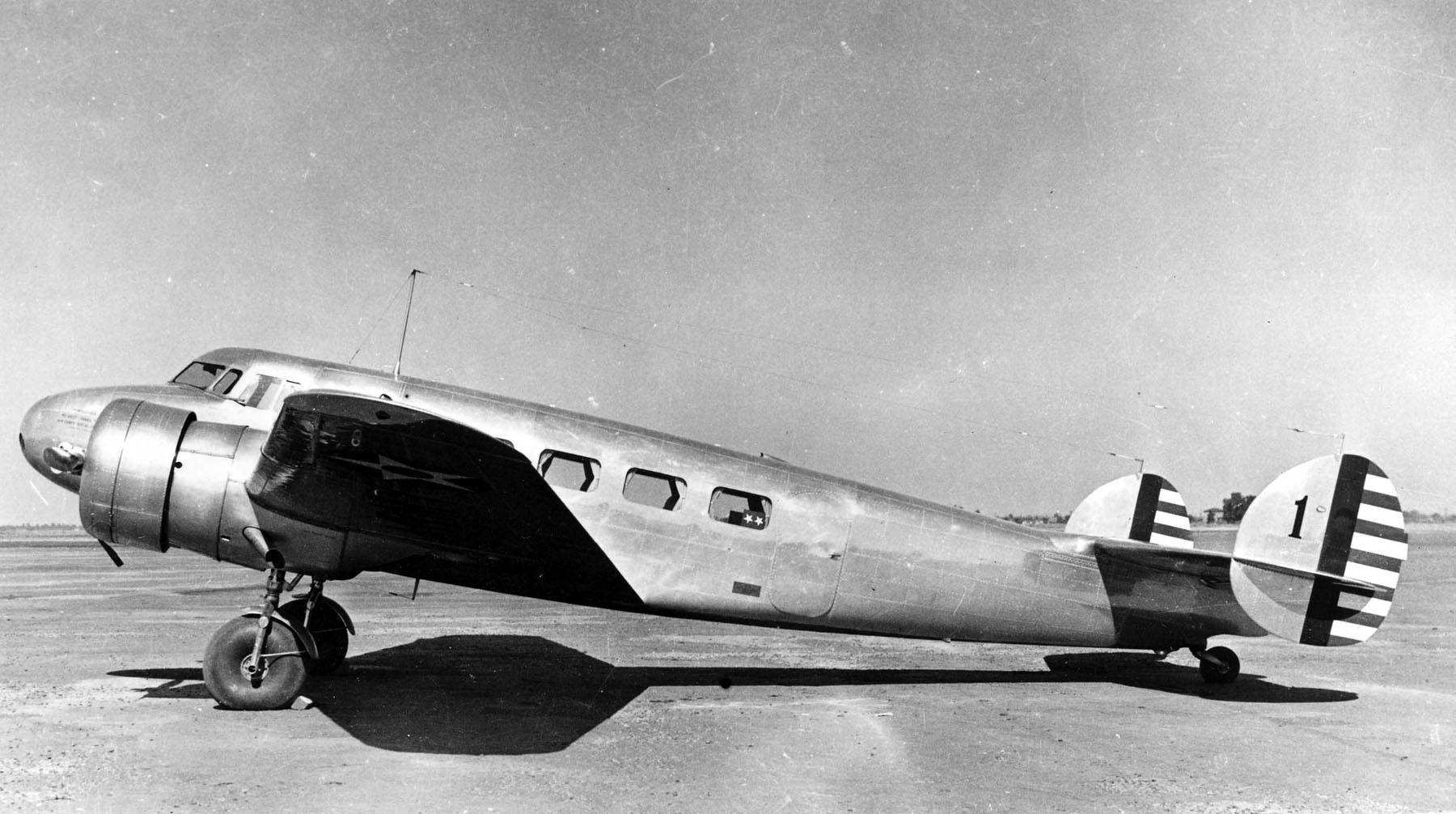
Lockheed Y1C-37

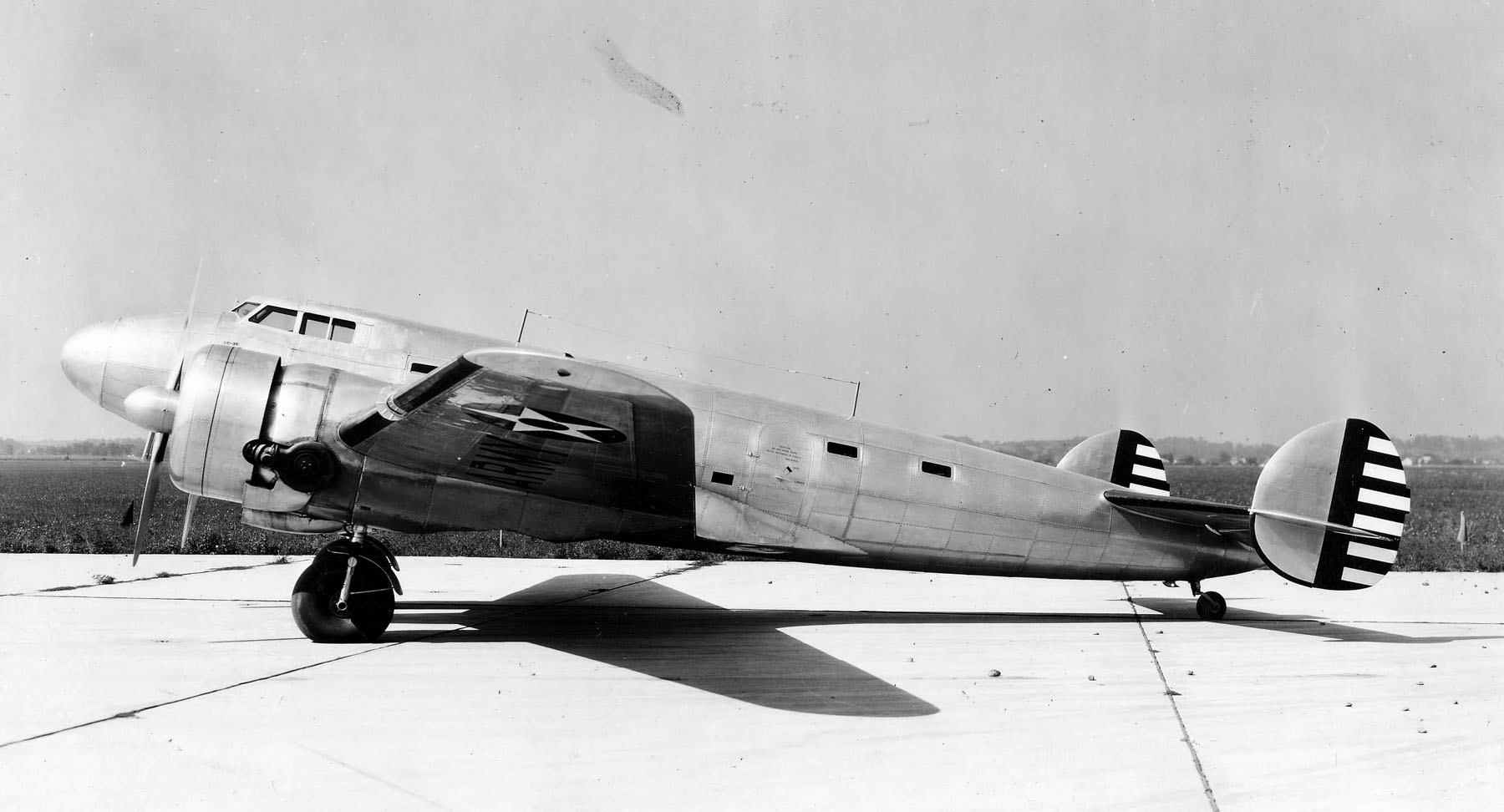
Lockheed XC-35

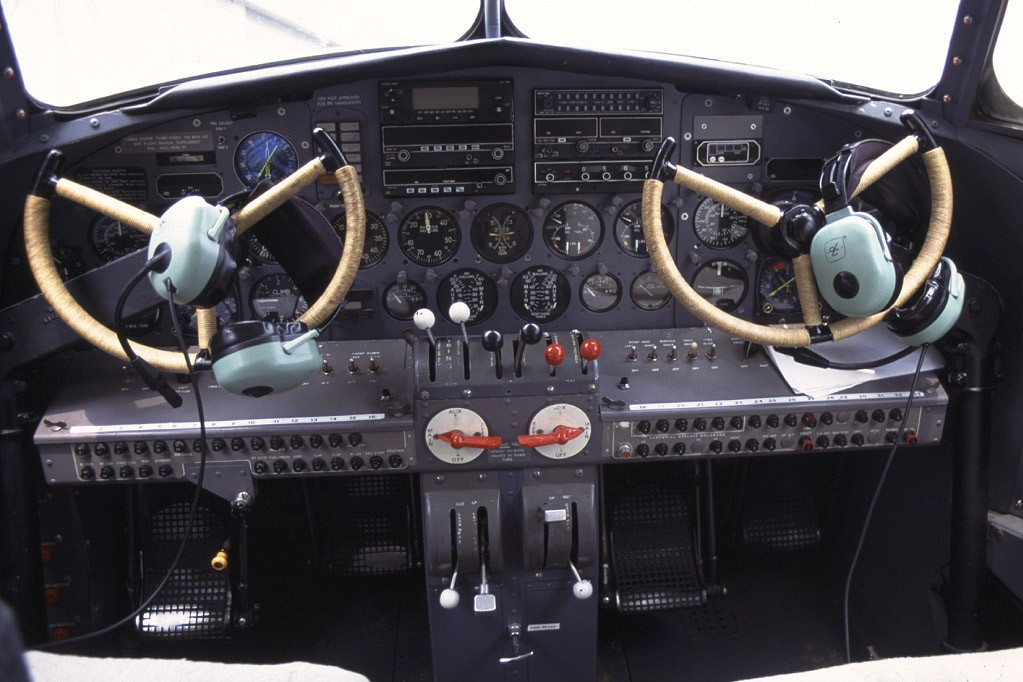
Buồng lái

Electra 10-A
Electra 10-B
Electra 10-C
Electra 10-D
Electra 10-E
XC-35
Lockheed KXL1

## Quốc gia sử dụng

### Dân sự
| Úc - Ansett Airways - Guinea Airways, an Australian airline serving New Guinea. - MacRobertson-Miller Aviation - Marshall Airways - Qantas Empire Airways Brazil - Aeronorte - Cruzeiro do Sul - Panair do Brasil - VARIG Canada - Canadian Airways - Trans-Canada Air Lines Chile - LAN Chile Cuba - Compañia Cubana de Aviación Mexico - Compañía Mexicana de Aviación Hà Lan - KLM West Indies Section New Zealand - Union Airways of New Zealand - National Airways Corporation | Ba Lan - LOT Polish Airlines operated ten aircraft between 1936 and 1939. Romania - LARES Anh Quốc - British Airways Ltd. United States - Braniff Airways - Chicago and Southern Air Lines - Continental Air Lines - Delta Air Lines - Eastern Air Lines - Mid-Continent Airlines - National Airlines - Northeast Airlines - Northwest Airlines - Pacific Alaska Airways - Wisconsin Central Airlines Venezuela - Línea Aeropostal Venezolana Nam Tư - Aeroput |

### Quân sự
Argentina
- Không quân Argentina

 Brasil
- Không quân Brazil

 Canada
- Không quân Hoàng gia Canada

 Honduras
- Không quân Honduras

 Cộng hòa Tây Ban Nha
- Không quân Tây Ban Nha

 Anh Quốc
- Không quân Hoàng gia

 United States

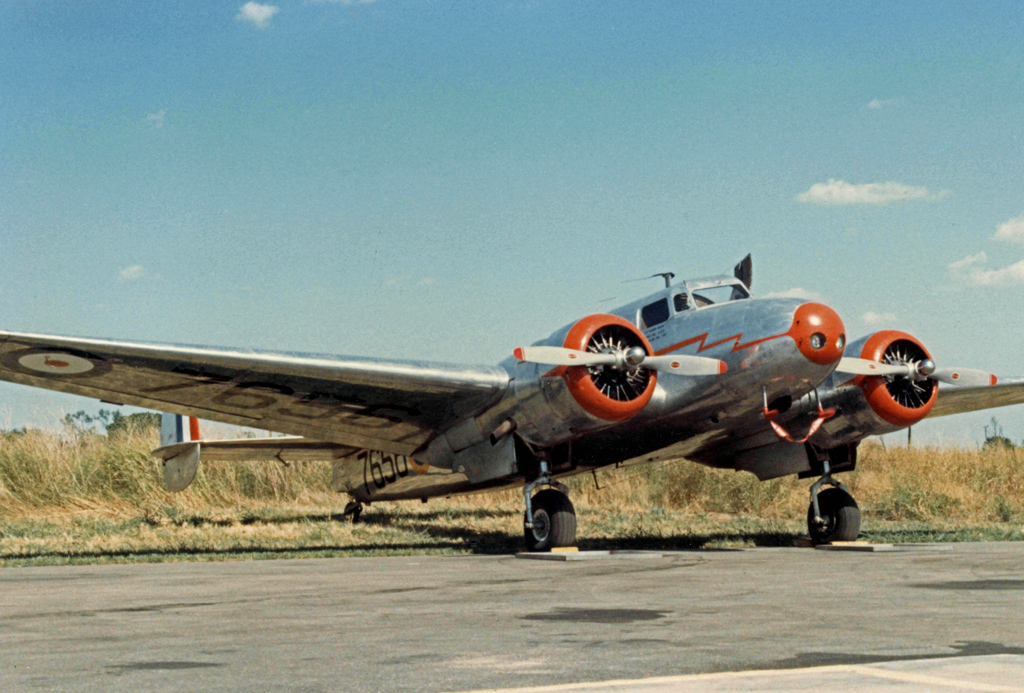
Lockheed 10A phục hồi sơn màu của RCAF

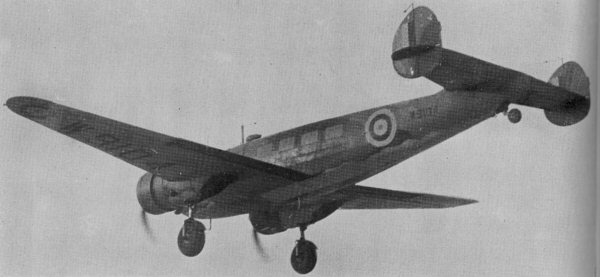
Lockheed Electra 10A thuộc Không quân Hoàng gia

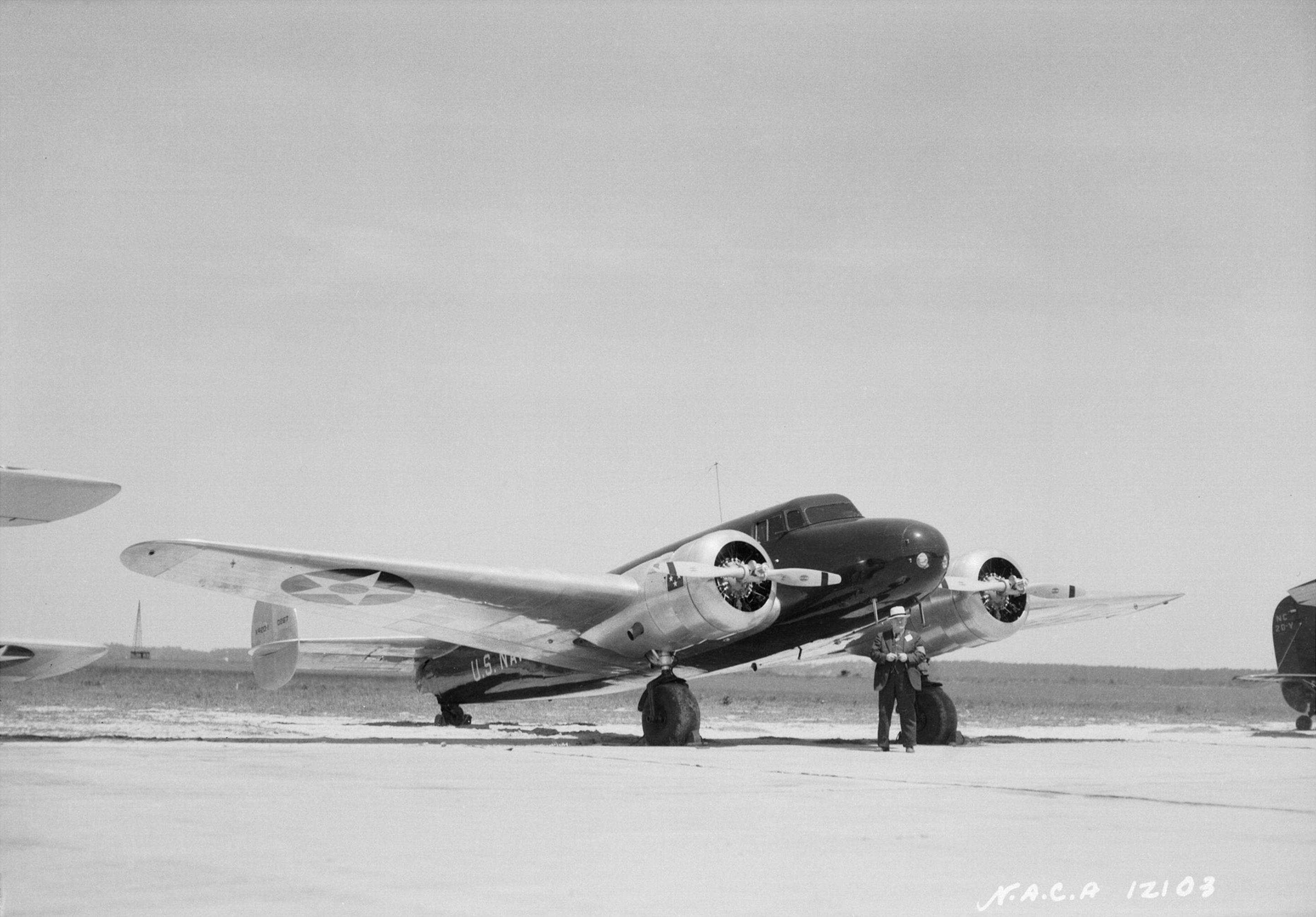
XR2O-1 của Hải quân Hoa Kỳ

- Quân đoàn Không quân Lục quân Hoa Kỳ/Không quân Lục quân Hoa Kỳ
- Hải quân Hoa Kỳ
- Bảo vệ Bờ biển Hoa Kỳ

 Venezuela
- Không quân Venezuela

 Nhật Bản
- Không quân Đế quốc Nhật Bản (copy)

## Tính năng kỹ chiến thuật (Electra 10A)
Đặc điểm tổng quát
- Kíp lái: 2
- Sức chứa: 10 hành khách
- Chiều dài: 38 ft 7 in (11,8 m)
- Sải cánh: 55 ft 0 in (16,8 m)
- Chiều cao: 10 ft 1 in (3,1 m)
- Diện tích cánh: 458 ft² (42,6 m²)
- Trọng lượng rỗng: 6.454 lb (2.930 kg)
- Trọng lượng có tải: 10.500 lb (4.760 kg)
- Động cơ: 2 × Pratt & Whitney R-985 Wasp Junior SB, 450 hp (340 kW)  mỗi chiếc

 Hiệu suất bay 
- Vận tốc cực đại: 202 mph (325 km/h)
- Vận tốc hành trình: 190 mph (306 km/h)
- Tầm bay: 713 mi (1.150 km)
- Trần bay: 19.400 ft (5.910 m)
- Vận tốc lên cao: 1.000 ft/phút (300 m/phút)
- Tải trên cánh: 22,9 lb/ft² (111,7 kg/m²)
- Công suất/trọng lượng: 11,7 lb/hp (142 W/kg)